# Næstved
Næstved er en gammel dansk købstad, der ligger på Sydsjælland nær Susåens udløb. Med sine 45.199 indbyggere  (2025) er det landets 15. største by og Sjællands femtestørste by. Næstved er hovedby i Næstved Kommune som har 84.895 indbyggere og tilhører Region Sjælland. Næstved har 63.194 indbyggere inkl. satellitbyerne Fensmark, Fuglebjerg, Gelsted, Glumsø, Herlufmagle, Holme-Olstrup, Mogenstrup og Rønnebæk.
Byens navn er dannet af leddene næs (fremskudt landspids) og tved (rydning). Næstved er blandt landets ældste byer, og den blev grundlagt i 1135 og fik købstadsprivilegier allerede i 1140. I middelalderen var det en stor by og blandt de vigtigste på Sjælland. I 1600-tallet stoppede byens fremgang for atter at forbedres i slutningen af 1700-tallet, hvor statskasernen, Grønnegades Kaserne, blev grundlagt. Under industrialiseringen voksede befolkningstallet støt. En jernbane og en kanal muliggjorde en egentlig havn med udløb i Karrebæk Fjord. I første halvdel af 1900-tallet voksede byen.
Som den næststørste by i regionen er Næstved i dag en betydelig handels- og industriby med et stort opland. Den er også uddannelsesby med forskellige ungdomsuddannelser og uddannelsestilbud for børn og voksne. Tidligere var byen kendt for sine gardehusarer, som nu er flyttet til Slagelse. Næstved er en stationsby og et jernbaneknudepunkt mellem Nykøbing Falster og København og har adskillige togforbindelser til andre sjællandske byer. Ligeledes tager mange busruter i nærområdet udgangspunkt i Næstved.
Næstved er rig på især middelalderlig arkitektur og har flere museer og årlige kulturarrangementer, heriblandt Grøn Koncert. Der er også et stort teater og musikmiljø. Flere større turistattraktioner ligger i umiddelbart nærhed af byen: forlystelsesparken BonBon-Land og Gavnø Slot. Byen har mange sportsklubber og dækker bredt inden for forskellige idrætsgrene, ligesom der idrætsfaciliteter som Næstved Arena og Næstved Stadion.

## Etymologi
Næstved er sammensat af de to ord næs og tved. Tved, der betyder rydning eller lysning, altså et sted, hvor træerne er fjernet, og som stammer fra jernalderen. Næs hentyder til næs, altså en halvø. Betydningen af Næstved er således formentlig "rydningen bag næsset", idet der ligger flere næs foran indsejlingen til byen. Byen ligger ved tre næs, Appenæs, Ydernæs og Grimstrup Næs.

## Historie

### Oldtiden
De ældste arkæologiske spor i Næstved findes omkring Susåen. Allerede i jernalderen har der boet mennesker, hvor byen ligger i dag. Der er gjort arkæologiske fund tilbage fra 400- og 500-tallet.
Der er fundet tre grave fra yngre romersk jernalder (ca. 200-400 e.Kr.) og en grav fra vikingetiden i området ved Næstved Markjorde øst for bymidten i 1901-02.

### Middelalderen
Forskellige munkeordener som franciskanere (omkring 1240), dominikanere (1266) og benediktinere begyndte at bygge klostre i området, hvorved byen blev et religiøst centrum i middelalderen. Næstveds grundlæggelse angives til år 1135, da Peder Bodilsen donerede en stor mængde penge samt jordegods til Benediktinerordenen så de kunne skabe Skovkloster, der senere blev til Herlufsholm. På dette tidspunkt har der dog allerede eksisteret en form for by. Allerede i 1140 fik byen status som købstad. Dette år forlyder det også, at mændene i Næstved skyldte kongen leding, altså militærtjeneste. Omkring år 1200 skrev Saxo Grammaticus, at Susåen tidligere havde været farbar for skibe, men at den på dette tidspunkt var så tilgroet og overfyldt, at den er blevet så smal, at det kun var de færrest fartøjer, der kunne sejle på den.
Pga. sine rige jorder og sin strategiske beliggenhed i forhold til Hansestæderne var middelalderens Næstved en meget vigtig by på Sjælland, og i 1200-tallet byggedes Skt. Mortens Kirke ved Riddergade. Byen var på dette tidspunkt den næststørste på Sjælland efter Roskilde. En endnu ældre kirke blev i 1250 erstattet af Skt. Peders Kirke, og pladsen omkring denne romanske tegl- og kridtstenskirke fik navnet "Skt. Peders Kirkeplads". I 1259 var der kirkestrid i landet, og der blev udkæmpet et slag i nærheden af byen med fyrst Jarimar af Rügens store hær mod den almindelige befolkning anført af Margrethe Sprænghest. Op mod et par tusind af kongens mænd blev dræbt og smidt i en massegrav.
I 1270'erne og 1280'erne berettes det, at der var rådmænd og en byret i Næstved, og en egentlig administration af købstaden var således opstået.
I årene 1271, 1280 og 1297 hærgedes byen af voldsomme ildebrande. Senest i 1280 fik Næstved sit byvåbenmed sankt Peters nøgler til himlens port.
På Skt. Gereons Dag den 10. oktober i 1298 lyste pavens repræsentant, legat Isarnus, den danske konge Erik Menved i band, hvilket foregik i Næstved. Der var ufredelige tider i området. Man har også fundet en grav i Sandbjerget med 60 personer fra omkring år 1300.
I 1307 opstod en strid mellem byrådet og Skovkloster, der egentlig var byens herre, idet der var uenighed om, hvem der måtte ind- og afsætte byens foged og rådmænd. Striden endte med, at kongen befalede at klostret stadig havde den øverste myndighed. Fra 1300 og frem til 1530 erhvervede Skovkloster igennem gaver og køb omkring 50 bygrunde i Næstved. Omkring år 1300 har byen angiveligt haft et stort og dygtig træskærerværksted, der har leveret træskærerarbejde til kirker på Sydsjælland, Lolland og Falster. Byen var i 1300-tallet næsten omringet af fjender, og deres hovedkvarter var nogle fæstningsbanker syd for byen ved navn Husvolden, som dog i 1345 blev stormet og indtaget af kong Valdemar Atterdag. Herefter gik det fremad for byen, der takket været en livlig handel med de nordtyske hansestæder snart var en af Sjællands største handelssteder. Helligåndshuset blev bygget omkring år 1400 med funktion som sygehus og fattighjem. Både franciskaner- og dominikanerordenen havde klostre i Næstved, hvilket var særligt, idet disse to ordener ellers kun var sammen i de store stiftsbyer.
I 1402 skænkede Margrete 1. Gavnø, en ø sydvest for byen, til dominikanerordenen, så der kunne opføres et nonnekloster. Gavnø blev til slot i 1755. Den første skole i byen opstod omkring 1406, som alternativ til Skovkloster. Det blev gjort i en tre-etagers bygning, der senere kom til blive kendt som Peder Syvs Hus. Den blev revet ned i 1880.
I 1426 forsøgte Erik af Pommern at overtage Næstved fra Skovkloster. Det førte til at abbedens overherredømme blev afskaffet. Under Erik af Pommern blev der også slået mønter i Næstved, og gadenavnet Møntergade nær Susåen vidner om dette. Selvom der var fremvokset flere store byer omkring Øresund, så var Næstved stadig blandt de byer, der leverede flest soldater til kronen i 1481 kun overgået af København og Malmø.
Næstved Havn har været udbygget med et bolværk allerede fra omkring 1400, og fra 1446 er der fundet en konstruktion på over 150 meter. Det viser, at det har været en stor havn med plads til mange skibe, hvilket har givet megen handel til byen.
Fra sidste halvdel af 1400-tallet og omkring 100 år frem blev der opført flere offentlige bygninger, hvoraf mange er bevaret i dag. Fra 1400 til 1484 opførte man i flere etaper Boderne, der er middelalderlige stenbygninger ved Skt. Peders Kirkeplads. Borgmesteren Mogens Tuesen, der stod bag de nyeste dele af boderne, opførte også Tuesens Badstue i 1484, der var en offentlig badstue som blev doneret til Sankt Peders Kirke.
I 1493 kom landets ældste bevarede gildehus, Kompagnihuset, til i Kompagnistræde. Gilde er en faglig sammenslutning af handelsfolk, i Næstved byens købmænd. Omkring år 1450 opførte man Næstved Gamle Rådhus, der var i brug helt op i 1800-tallet.
I Riddergade blev bindingsværksbygningen Apostelhuset bygget omkring år 1500, og Ridderhuset i toetagers bindingsværk stod færdigt omkring 100 år senere.
Via Susåen og Karrebæk Fjord havde man adgang til havet, og Næstved var en vigtig handelsby gennem det meste af middelalderen, hvor der især blev handlet med de nordtyske byer. Det var dog kun småskibe, der kunne sejle på Susåen. Fra omkring år 1500 begyndte handlen at blive mindre, da skibene blev større og derfor havde vanskeligt ved at komme helt ind til byen. Karrebæksminde blev i stedet brugt til losse- og ladeplads.
Byens gråbrødrekloster, der lå midt i byen, blev nedlagt i 1532 ligesom mange andre klostre blev lukket umiddelbart inden reformationen. Munkene blev i den forbindelse fordrevet fra byen. Klostret blev herefter skænket til byen af Christian 3., og man rev det ned kort efter for at bruge byggematerialerne. Herefter etablerede med et nyt torv kaldet Axeltorv, hvor klostret tidligere havde ligget. Frederik 2. opgav i 1565 store kongelige besiddelser i Næstved til fordel for Hillerød i Nordsjælland, da han i et mageskifte byttede ejerskabet af Skovkloster til Hillerødsholm, som han omdøbte til Frederiksborg.

### 1600-1800: Næstved under enevælden
Byens fremgang stoppede først for alvor i midten af 1600-tallet, hvor svenskekrigene hærgede, og indbyggertallet begyndte at falde, hvilket også skete som følge af en kuldeperiode kaldet den lille istid der gav dårligt høstudbytte. Havnen sandede til, hvilket yderligere gjorde det vanskeligt for byen er opretretholde sin vigtige handelsposition. I 1700-tallet blev flere bindingsværksbygninger ombygget fra to til én etage, da der ikke længere var brug for så store bygninger. I 1769 havde byen kun omkring 1.300 indbyggere. I 1799 opførtes Det Gamle Ridehus sammen med en række andre gamle rytterkasernebygninger i Grønnegade. Denne dragonkaserne eksisterede næsten 200 år, før den blev nedlagt. I dag er den Næstved Kulturhus. Omkring 1800 begyndte byens købmænd også at arbejde forbedre havneforhold, hvilket langsomt forbedrede handlen i byen.
I 1825 begyndte man at mundblæse glas på fabrikken Holmegaards Glasværk lidt nord for byen, og dette glasværk blev meget berømt for sin glaskunst også på verdensplan.

### Den tidligere industrialisering
| År                        | 1850  | 1855  | 1860  | 1870  | 1880  | 1890  | 1901  | 1906  | 1911  |
| ------------------------- | ----- | ----- | ----- | ----- | ----- | ----- | ----- | ----- | ----- |
| Næstved købstad           | 2.735 | 3.228 | 3.647 | 4.267 | 4.792 | 5.502 | 7.162 | 7.633 | 8.326 |
| Skt. Mortens Landdistrikt | 297   | 292   | 311   | 315   | 328   | 338   | 373   | 356   | 547   |
| Skt. Peders Landdistrikt  | 94    | 98    | 96    | 67    | 77    | 68    | 84    | 98    | 154   |
| Næstved med forstæder     | 3.126 | 3.618 | 4.054 | 4.649 | 5.197 | 5.908 | 7.619 | 8.087 | 9.027 |

Næstveds befolkning begyndte en stor stigning omkring midten af 1800-tallet, og den var stigende i slutningen af 1800-tallet og begyndelsen af 1900-tallet. Samtidig begyndte en fremvækst af forstæder i købstadens to landdistrikter: Skt. Mortens Landdistrikt og Skt. Peders Landdistrikt.
Folkemængden i byen fordeltes i 1890 efter næringsveje i følgende grupper. Både forsørgere og forsørgede: 845 levede af immateriel virksomhed (deri medregnet militæret), 2.329 af håndværk og industri, 1.140 af handel og omsætning, syv af søfart, 64 af jordbrug, 23 af gartneri, medens 843 fordeltes på andre erhverv, 135 levede af deres midler, 86 "nød almisse", og 30 sad i fængsel. I Skt. Mortens Landdistrikt var fordelingen samme år: 29 levede af immateriel virksomhed, 181 af jordbrug, 99 af industri, 13 af handel, 11 af deres midler, og 5 var under fattigvæsenet. I Skt. Peders Landdistrikt var fordelingen: 47 levede af jordbrug og 21 af industri (Maglemølle Papirfabrik). Ifølge en opgørelse i 1906 var indbyggertallet 7.633, heraf ernærede 710 sig ved immateriel virksomhed, 161 ved landbrug, skovbrug og mejeridrift, ingen ved fiskeri, 3.989 ved håndværk og industri, 1.583 ved handel med mere, 464 ved samfærdsel, 268 var aftægtsfolk, 303 levede af offentlig understøttelse og 155 af anden eller uangiven virksomhed.
I anden halvdel af 1800-tallet oplevede Næstved en betydelig industriel udvikling. Fra 1855 til 1872 steg antallet af industrier med mindst fem ansatte fra otte med 104 ansatte til 10 med 179 ansatte. I 1855 havde Næstved 6 brændevinsbrænderier, 1 klædefabrik, 1 jernstøberi, 1 svovlstikkefabrik, 1 pianofortefabrik og 1 dampmel- og grynmølle. I 1869 var der i Næstved 4 brændevinsbrænderier, 2 klædefabrikker, 2 jernstøberier, 1 dampmel- og grynmølle, 4 bryggerier, 1 dampspinderi, 1 kalkbrænderi, 1 tobaksfabrik, 2 garverier, 1 feldberederi, 2 bogtrykkerier (hvorfra Nestved Avis eller Præstø Amts- og Avertissements-tidende, Nestved Tidende eller Sydsjællandsk Folkeblad og månedsbladet Hindholm blev udgivet). Omkring århundredeskiftet fandtes i Næstved 1 eksport-svineslagteri (aktieselskab, oprettet 1896), 1 margarinefabrik (aktieselskab, oprettet 1890, senere omdannet til mejeri), 1 mineralvandsfabrik ("Fortuna"), 2 jernstøberier, flere tobaksfabrikker, 1 sukkervarefabrik, 1 klædefabrik, Kählers keramiske Fabrik, Maglemølle Papirfabrik, 1 bayersk ølbryggeri, 3 hvidtølsbryggerier, 2 brænderier, 3 bogtrykkerier, 1 kaffebrænderi og andre. I Næstved blev fortsat udgivet to aviser: Næstved Avis og Næstved Tidende.
Medvirkende til den industrielle fremgang var, at Næstved i samme periode fik forbedrede forbindelser med omverdenen og oplandet: Den 4. oktober 1870 fik Næstved sin første jernbaneforbindelse med Vordingborg og Køge. Næstved Station blev indviet samtidig. Den 15. maj 1892 blev banen til Slagelse med sidebane til Skælskør åbnet, og 20. marts 1900 åbnede en privatbane til Præstø; denne blev i 1913 forlænget til Mern.

### Mellemkrigstiden
I mellemkrigstiden voksede Næstveds indbyggertal: i 1921 10.091, i 1925 11.077, i 1930 11.301, i 1935 12.229, i 1940 13.232 indbyggere. Men samtidig skete der en vækst i forstæderne Lille Næstved, Ringstedgade og Ny Holsted samt Ny Åderup og mere spredt i Herlufsholm Kommune, hvor der bosatte sig en række personer med arbejde i Næstved.
| År                         | 1921   | 1925   | 1930   | 1935   | 1940   |
| -------------------------- | ------ | ------ | ------ | ------ | ------ |
| Næstved købstad            | 10.091 | 11.077 | 11.301 | 12.229 | 13.232 |
| Lille Næstved              | 910    | 983    | 944    | 1.226  | 1.597  |
| Ringstedgade og Ny Holsted | 216    | 634    | 860    | 1.027  | 1.679  |
| Sandstræde mm i Præstø amt | 210    | 313    | 307    | 355    | 447    |
| Ny Åderup                  | 366    | *      | *      | *      | *      |
| Øvrige Herlufsholm Kommune | -      | -      | -      | 1.392  | 1.361  |
| Næstved med forstæder      | 11.793 | 13.007 | 13.412 | 16.229 | 18.316 |

* indlemmet i Næstved
Ved folketællingen i 1930 havde Næstved 11.301 indbyggere, heraf ernærede 797 sig ved immateriel virksomhed, 5.179 ved håndværk og industri, 1.828 ved handel mm, 1.005 ved samfærdsel, 422 ved landbrug, skovbrug og fiskeri, 773 ved husgerning, 1.167 var ude af erhverv, og 130 havde ikke oplyst indkomstkilde.
| Næringsveje                | Landbrug m.v. | Håndværk, industri | Handel og omsætning | Transport | Immateriel virksomhed | Hus- gerning | Ude af erhverv | Uangivet | I alt  |
| -------------------------- | ------------- | ------------------ | ------------------- | --------- | --------------------- | ------------ | -------------- | -------- | ------ |
| Næstved købstad            | 422           | 5.179              | 1.828               | 1.005     | 797                   | 773          | 1.167          | 130      | 11.301 |
| Lille Næstved              | 34            | 371                | 150                 | 60        | 76                    | 87           | 162            | 4        | 944    |
| Ringstedgade og Ny Holsted | 54            | 417                | 84                  | 90        | 28                    | 63           | 111            | 13       | 860    |
| Sandstræde mm i Præstø amt | 16            | 125                | 66                  | 19        | 17                    | 32           | 31             | 1        | 307    |
| Næstved med forstæder      | 526           | 6.092              | 2.178               | 1.174     | 918                   | 955          | 1.471          | 148      | 13.412 |

Mellemkrigstiden stadfæstede Næstved som handelsknudepunkt, idet byen både havde en havn med adgang til havet men samtidig lå pænt inde i landet og derved havde stort handelsopland. I 1924 fik byen jernbaneforbindelse til Ringsted. Den 9. april 1935 startede byggeriet af en skibskanal fra byen ud til Karrebæk Fjord, og den 21. maj 1938 indviede Kong Christian X både kanalen og den nye Næstved Havn.
Under anden verdenskrig blev Næstved Oliedepot sprængt i luften af den danske modstandsbevægelse den 13. marts 1945, hvilket var en af de største sabotageaktioner i landet under krigen. Det havde været på en liste som briterne havde over potentielle mål.

### Efterkrigstiden
Efter 2. verdenskrig fortsatte Næstved sin befolkningsvækst. I 1945 boede der 15.104 indbyggere i købstaden, i 1950 17.557 indbyggere, i 1955 18.879 indbyggere, i 1960 19.617 indbyggere, i 1965 22.113 indbyggere og i 1970 35.695 indbyggere. Forstadskommunen Herlufsholm Kommune var nu så udbygget, at den i sin helhed regnedes som forstad til Næstved. I Rønnebæk Kommune voksede en ny forstad, Rønneparken, frem.
| År                     | 1945   | 1950   | 1955   | 1960   | 1965   | 1970   |
| ---------------------- | ------ | ------ | ------ | ------ | ------ | ------ |
| Næstved købstad        | 15.104 | 17.557 | 18.879 | 19.617 | 22.113 | 35.695 |
| Herlufsholm Kommune    | 5.337  | 6.500  | 6.923  | 7.239  | 8.399  |        |
| Rønneparken og Appenæs | -      | -      | -      | 116    | 496    |        |
| Næstved med forstæder  | 20.441 | 24.057 | 25.802 | 26.856 | 31.008 |        |

Byudviklingen bevirkede, at der blev nedsat et byudviklingsudvalg, som udarbejdede en byudviklingsplan for Næstved-egnen omfattende både købstaden, forstadskommunen og flere landkommuner.
I 1960'erne gik en bølge af byfornyelse over Danmark og en række gamle bygninger også i Næstved jævnedes med jorden, mens nye kom til. Blandt disse nye var Næstved Centralsygehus, et betonhøjhus fra 1967, som med sine 14 etager blev et moderne vartegn i bybilledet. Det er også byens højeste bygning.
I 1970'erne blev sydmotorvejen anlagt, hvilket gav bedre transportmuligheder til og fra byen. Næstved voksede og opslugte flere af de omkringliggende landsbyer. Som i mange andre byer i landet er industrien stadig vigtig, så er den gået tilbage i forhold til den nye store servicesektor.

### 1980-1999: Næstved Storcenter
Indkøbscentret Næstved Storcenter beliggende i den nordlige del af byen åbnede i 1989 og er siden blevet udvidet i 2001. Det var oprindeligt Dansk Supermarked, er opførte centret. Det indeholder ca. 50-60 butikker og et stormagasin, Bilka. I 1990 og 1991 åbnede Næstved Megacenter i to etaper med store varehuse.
I 1992 åbnede forlystelsesparken BonBon-Land i Holme-Olstrup, ca. 7 kilometer øst for Næstved. I 1997 skabte snedkeren Jens Andersen syv munkefigurer af elmetræer, som døbtes Munkene og er placeret på Munkebakken i Næstved nær et udsigtstårn. Munkefigurerne var inspireret af de førnævnte munkeordener fra byens middelalder.

### 2000 og frem
I 2001 fritlagde man Susåen i byen og renoverede området omkring åen. I 2012 åbnede Nordisk Film Biografer Næstved tæt ved. Ved Strukturreformen i 2007, blev den daværende Næstved Kommune lagt sammen med Fuglebjerg Kommune, Fladså Kommune Holmegaard Kommune og Suså Kommune til den nuværende nye Næstved Kommune.
I september og oktober 2016 oplevede byen en række skyderier. Ifølge myndighederne var det en konflikt mellem rockergrupperne Satudarah og Bandidos som var årsagen. For at dæmme op for skyderierne etablerede politiet en visitationszone i byen, og i begyndelsen af 2017 vedtog regeringen en bandepakke der yderligere skulle dæmme op for problemerne, og der havde ikke været yderligere skyderier efter oktober året inden.
I forbindelse med udflytningen af statslige arbejdspladser i 2015 blev 375 stillinger i Udlændingestyrelsen flyttet til Næstved. Der blev i den forbindelse startede et større byggearbejde i Næstved bymidte. Der blev igangsat opførslen af en helt ny Udlændingestyrelsen på parkeringspladsen ved Næstved Station. For at give ny plads til bilparkering ved stationen, bliver der opført et parkeringshus. En bro over jernbanen, kaldet Rampen, skulle erstattets, og man begyndte at bygge en ny ved siden af. Samtidig begyndte man at opføre en ny bygning til VUC Storstrøms afdeling i byen, der blev bygget ind i Munkebakken. Frem mod 2026 vil der blive investeret omkring 6 milliarder i byudvikling i form af nye bolig- og erhvervsområder.
Ved udflytningen af statslige arbejdspladser i 2018 blev der flyttet yderligere 15 arbejdspladser fra Udlændingestyrelsen, og dele af Skattestyrelsen med i alt 174 arbejdspladser. Allerede i september året inden havde SKAT købt lokaler i byen.
Fra omkring 2015 har adskillige flere internationalt anerkendte kunstnere udsmykket husgavle med store malerier. Kunstnerne kommer bl.a. Tyskland, Brasilien, Schweiz, Tyskland, Holland og Italien. I 2016 modtog næstvederen Claus Michael Pedersen under kunstnernavnet CMP One Trelleborg Fondens kulturpris for sit arbejde med at udsmykke byen.

## Geografi
Næstved ligger ved Susåens udmunding i Karrebæk Fjord. Åen løber igennem et bakket område med blandt andet bakker som Fårebakken og Munkebakken, hvor der fra udsigtstårnet på toppen af bakken er udsigt over hele Næstved. Byen ligger som hovedby på Sydsjælland omkring 28 km nord for Vordingborg, 34 km sydøst for Slagelse og 25 km syd for Ringsted. Der er omtrent 82 km til centrum i København. De højeste steder i byen er alle dele af Mogenstrup Ås med Munkebakken på ca. 40 moh., og den del der kaldes Åsen, som gennemskæres af Østre Ringvej med 47,5 moh.
Byen er omgivet af flere ringveje. Inderst ligger Indre Ringvej, der omkranser det historiske centrum. Mellemst ligger Østre Ringvej og yderst ligger Ring 2, der består af fire dele; Ring Nord, Ring Øst, Ring Syd samt Vestre Ringvej der tilsammen omslutter hele byen. Tilføjelsen af ringveje er sket i takt med, at byen er blevet større.

### Bydele
Næstved deles op i Næstved Bymidte eller centrum, Markkvarteret øst for bymidten, Næstved Nord, Lille Næstved og Næstved Syd.
Bymidten er den del af byen, som ligger inden for Indre Ringvej. Det er den ældste del af byen. En del af bygningerne dér kan spores helt tilbage til byens grundlæggelse i middelalderen, og flere gader går også helt tilbage til byens tidlige historie. Her findes den største koncentration af detailhandel, flere kirker, teatre, museer og andre underholdnings- og servicerelaterede bygninger. Mogenstrup Ås skaber en grøn kile ind i dette område af byen.
Markkvarteret består af både boliger, erhverv og grønne områder, og det blev anlagt som arbejderkvarter fra omkring år 1900. De grønne områder udgøres af et stort kolonihaveområde kaldet Ellebækken, øvelsespladsen ved Næstved Kaserne, Fruens Plantage og Kalbyrisskoven. Mod vest, tættest ved Næstved Centrum, ligger de ældste huse, der stammer fra 1920'erne og 1930'erne. Der er dog også flere yngre huse fra 1960'erne og 1970'erne. Her ligger også Eilers Kilde, der var en helligkilde, og som har lagt navn til en række veje omkring den.
Nord for Næstved Kanal og vest for Susåen i den vestlige del af byen ligger den tidligere landsby Lille Næstved, der vokset sammen med resten af Næstved. Området har både industri, parcelhusområder og tæt bebyggelse med både almene-, private - og ejerlejligheder fra 50’erne og 60’erne. I Digterkvarteret ligger en koncentration af parcelhuse fra 1950'erne og begyndelsen af 1960'erne. Størstedelen af parcelhusområderne har dog huse fra 1970'erne og 1980'erne. Længst mod vest ligger det nyeste parcelhuskvarter med huse fra 1990'erne og 2000'erne.
Næstved Nord er en af de nyeste dele af byen. I 1988 etablerede man Næstved Storcenter i dette område, hvor der blot var marker. I dag består det af nye boliger, skole, plejecenter og institution. Området omfatter også Ny Holsted, der forbinder Næstved by med den tidligere landsby Holsted. På den anden side af Ring Nord ligger ligger Vridsløse. For at sikre grønne områder i denne bydel er flere arealer omkring Vridsløse udlagt til skov. Da den sydlige del af Fensmark også er blevet udbygget nærmer disse to byer sig hinanden

Næstved Syd afgrænses af kanalen i nord, Karrebæk Fjord i vest og Rønnebækken mod sydøst. Ydernæs var oprindeligt en del af området, men ved færdiggørelsen af kanalen i 1930'erne blev det til en ø. I dette område findes flere mindre havne og anløbspladser, som både ligger langs kanalen og Susåens gamle udløb ved bydelen Appenæs sydvest for Vordingborgvej. En stor del af boligerne ligger i Sct. Jørgens Park, der er socialt boligbyggeri, som blev opført i etaper fra 1964 til 1979. Det rummer 820 boliger. Der findes også en del parcelhuse fra 1970'erne.

### Natur
Næstved er omgivet af flere skove. Mod syd ligger Fruens Plantage, mod vest på vej ud af Slagelsevej ligger klosterskoven, der har navn efter Skovklostret. Lige vest for Næstved Sygehus ligger Rådmandshaven, der primært er en løvskov. Den sydligste del går helt ind i byen, og den følger Susåen på den vestlige bred og strækker sig op til Herlufsholm mod nord. Rådmandshaven dækker 57 ha. På et højdedrag i midten af skoven findes en samling nåletræer, som er plantet mellem 1891 og 1960. Skoven har stor artsrigdom, og der findes flere meget gamle træer og ellesumpe. Den har været fredet siden 1947. Rådmandshaven har en af Danmarks fineste bestande af almindelig hæg. De fleste af kommunens skove og parker bliver vedligeholdt af Næstved Park & Vej.
Susåen kommer nordfra og løber igennem Næstved. Efter at man gravede en kanal mellem Karrebæksminde og Næstved, der var færdig i 1937 har åen haft udløb i Næstved Havn. En mindre å ved navn Ellebækken går fra nordøst ind igennem byen og løber ud i Susåen. I 2017 gik den voldsomt over sine bredder, hvilket særligt gik ud over den østlige del af byen. Man har derfor anlagt en ny sø ved Stenlængegårdsvej, for at aflaste åen og sørge for, at den ikke løber over i perioder med meget regn. Fladsåen går øst for byen og løb ud ved Ydernæs, og Rønnebækken løber endnu længere mod sydøst og går ud ved Gavnø.
Natura 2000-område nr. 169 Havet og kysten mellem Karrebæk Fjord og Knudshoved Odde ligger lige uden for Næstved mod sydvest og dækker bl.a. Karrebæk Fjord og Gavnø. Området er fuglebeskyttelsesområde, EU-habitatområde og ramsarområde, og det har været beskyttet siden 1998. Det dækker 18.871 ha.

### Klima
| Vejr for Klimanormal for Syd- og Sønderjylland. Målingerne er fra periode 1961 - 1990. | Vejr for Klimanormal for Syd- og Sønderjylland. Målingerne er fra periode 1961 - 1990. | Vejr for Klimanormal for Syd- og Sønderjylland. Målingerne er fra periode 1961 - 1990. | Vejr for Klimanormal for Syd- og Sønderjylland. Målingerne er fra periode 1961 - 1990. | Vejr for Klimanormal for Syd- og Sønderjylland. Målingerne er fra periode 1961 - 1990. | Vejr for Klimanormal for Syd- og Sønderjylland. Målingerne er fra periode 1961 - 1990. | Vejr for Klimanormal for Syd- og Sønderjylland. Målingerne er fra periode 1961 - 1990. | Vejr for Klimanormal for Syd- og Sønderjylland. Målingerne er fra periode 1961 - 1990. | Vejr for Klimanormal for Syd- og Sønderjylland. Målingerne er fra periode 1961 - 1990. | Vejr for Klimanormal for Syd- og Sønderjylland. Målingerne er fra periode 1961 - 1990. | Vejr for Klimanormal for Syd- og Sønderjylland. Målingerne er fra periode 1961 - 1990. | Vejr for Klimanormal for Syd- og Sønderjylland. Målingerne er fra periode 1961 - 1990. | Vejr for Klimanormal for Syd- og Sønderjylland. Målingerne er fra periode 1961 - 1990. | Vejr for Klimanormal for Syd- og Sønderjylland. Målingerne er fra periode 1961 - 1990. |
|                                                                                        | Jan                                                                                    | Feb                                                                                    | Mar                                                                                    | Apr                                                                                    | Maj                                                                                    | Jun                                                                                    | Jul                                                                                    | Aug                                                                                    | Sep                                                                                    | Okt                                                                                    | Nov                                                                                    | Dec                                                                                    | År                                                                                     |
| -------------------------------------------------------------------------------------- | -------------------------------------------------------------------------------------- | -------------------------------------------------------------------------------------- | -------------------------------------------------------------------------------------- | -------------------------------------------------------------------------------------- | -------------------------------------------------------------------------------------- | -------------------------------------------------------------------------------------- | -------------------------------------------------------------------------------------- | -------------------------------------------------------------------------------------- | -------------------------------------------------------------------------------------- | -------------------------------------------------------------------------------------- | -------------------------------------------------------------------------------------- | -------------------------------------------------------------------------------------- | -------------------------------------------------------------------------------------- |
| Gennemsnitlig °C                                                                       | −0,1                                                                                   | 0                                                                                      | 2,5                                                                                    | 6,3                                                                                    | 11,5                                                                                   | 15                                                                                     | 16,2                                                                                   | 16,3                                                                                   | 13,3                                                                                   | 9,5                                                                                    | 5                                                                                      | 1,4                                                                                    | 8,1                                                                                    |
| Gennemsnitlig nedbør mm                                                                | 46                                                                                     | 31                                                                                     | 38                                                                                     | 38                                                                                     | 43                                                                                     | 49                                                                                     | 62                                                                                     | 59                                                                                     | 56                                                                                     | 52                                                                                     | 60                                                                                     | 53                                                                                     | 584                                                                                    |
| Kilde (23-1-2014.): Danmarks Meteorologiske Institut                                   |                                                                                        |                                                                                        |                                                                                        |                                                                                        |                                                                                        |                                                                                        |                                                                                        |                                                                                        |                                                                                        |                                                                                        |                                                                                        |                                                                                        |                                                                                        |

## Infrastruktur og transport

### Transport

#### Bilisme og gang
Næstved gennemskæres af flere hovedveje primærrute 22, primærrute 54 og primærrute 14. Rute 54, hovedvejen Næstved-Rønnede, er hovedfærdselsåren til E47/E55 (Sydmotorvejen). Det er Danmarks mest trafikerede hovedveje med op mod 15.000 biler i døgnet. Næstved Kommune ønsker Rønnedevejen (primærrute 54) opgraderet til en motorvej (Næstvedmotorvejen) eller motortrafikvej, Det samme gælder for Slagelsevej (primærrute 22) mellem Næstved og Slagelse, hvor der kører 8.000 - 14.000 biler i døgner i døgnet, som man ønsker opdgraderet til en til en motorvej (Sjællandske Tværmotorvej) eller motortrafikvej (Den Sjællandske Tværforbindelse).
Den 22. oktober 2009 afsatte regeringen penge til en forundersøgelse af rute 54's evt. opgradering som led i udmøntningen af en aftale om Grøn Transportpolitik den 2. december 2009.
Den 24. juni 2014 blev regeringen og oppositionen enige om en grøn trafikaftale I denne aftale indgår en VVM-redegørelse på ca. 15 millioner kroner samt en reservation af 350 millioner kroner til første etape af motorvejen mellem Rønnede og Boserup. En motorvej på strækningen kan stå færdig 2021.
Den 19. april 2017 besluttede regeringen og oppositionen at gå videre med linjeføring A af en motorvej mellem Næstved og Rønnede. Derudover vil regeringen tage ca. 56 millioner fra de allerede afsatte 336 millioner, som de vil bruge til at overtage de ejendomme, der står til at blive berørt af linjeføringen, så de nuværende ejere ikke bliver bundet til boliger, som de ikke kan sælge. De ca. 336 millioner er ikke nok til at man kan gå i gang med første etape, da motorvejen kommer til at koste ca. 1,6 milliard. Det er ca. 100 millioner for hver km af den ca. 15 km lange strækning, så byggeriet er sat i bero indtil der er fundet en finansiering.
Næstved Kommune har lavet en østlig og sydlig omfartsvej rundt om byen fra fordelerringen vest for Næstved ved Næstved Omfartsvej (Ring Nord) til Vordingborgvej, første etape af den østlige omfartsvej (Ring Øst) åbnede for trafik den 20. december 2012. I aftalen fra 2009 aftalte man også at bygge en nordlig omfartsvej rundt om Næstved på 7 km. Den 24. november 2015 åbnede Vejdirektoratet første etape af Ring Nord mellem fordelerringen ved Køgevej og Ringstedgade. Vejen er ca. 4 km lang og skal være med til at få trafikken væk fra Køgevej ved Bilka, hvor der er meget tæt trafik. Sidste etape mellem Ringstedgade og Vestre Ringvej åbnede den 30. oktober 2016, efter at omfartsvejen åbnede for trafik, vil lastbiler og biler som ikke har ærinde i Næstved, kunne køre uden om. Den (sydlige omfartsvej) åbnede for trafik den 27. oktober 2017. Med åbningen af denne strækning har Næstved en komplet ringvej rundt omkring byen.
Rute 22 går fra Kalundborg via Slagelse til Næstved, og munder derefter ud i en vestlig omfartsvej uden om Næstved og til Vordingborg. Ruten slutter i Sydmotorvejen ved primærrute 59, der går til Stege på Møn.
Rute 14 går fra Østre Ringvej i Næstved via Ringsted til Roskilde, hvor den mødes med Holbækmotorvejen ved det sydlige Roskilde.
Bykernen har flere gågader, der forbinder byens torve. Ringstedgade går fra nord til syd og ved Hjultorv går den over i Kindhestegade. Herfra er der adgang til Axeltorv, Kirkestræde og Torvestræde, der også er bilfri zoner. Nygade, der går fra Ramsherred til Grønnegade, samt Møllegade som er del af den tidligere forbindelse fra Vinhusgade til den gamle vandmølle Maglemølle, er de eneste af byens gader, som har bevaret sin brostensbelægning.
Hjerteforeningen har to såkaldte "hjertestier" i byen; én på Ydernæs på 6,5 km, og én i Herlufsholm-skoven på 4,2 km.

#### Kollektiv transport
Alle regionaltog mellem København og Nykøbing Falster eller Rødby stopper på Næstved Station. Desuden stopper InterCityExpress fra København til Berlin og EuroCity til Hamborg også i Næstved.
Stationen er endestation for Lille Syd, der kører fra Næstved over Køge til Roskilde. Tidligere eksisterede Slagelse-Næstved banen, men den er i dag nedlagt.
Størstedelen af busruterne i området stopper på byens station, og flere har enten start eller endestation på Næstved Station. R-Net har flere linjer, der går til og fra Næstved, som bl.a. kører busser til Slagelse, Præstø og Fakse Ladeplads.
- 480R Næstved - Slagelse st. – Bilka – Sørbymagle – Fuglebjerg Terminal – Kyse – Vallensved – Næstved st.
- 507 Gørlev - Sæby - Ruds Vedby - Dianalund - Tersløse Kirke - Munkebjerg - Brommer - Sorø - Glumsø - Skelby - Næstved Station
- 601A Kuhlaus Vej - Næstved Storcenter - Erantisvej - Næstved Station - Ramsherred - Præstvej - Gallemarsvej - Sct. Jørgens Park - Dyssegårdsvej
- 602 Nygårdsvej - Gymnasium - Næstved Station - Sygehuset - Bækgårdsvej - Elverhøjvej - Glasværksvej - Vibevej
- 603 Kasernen - Jagtvej - Næstved Station - Sandageren - Stenbæksholm - Karrebæk Kirke - Langelinie - Enøby
- 604 Udsigtsbakken - Skråvej - Gallemarksvej - Næstved Rådhus - Næstved Station - Hvedevænget - Kalbyrisvej
- 605 Næstved Station - Præstøvej - Sct. Jørgens Park - Birkebjergcenteret - Sandageren - Spiræavej - Marskgården - Karen Blixens Vej -Digergården - Rådmandshaven - Kvægtorvet - Næstved Station
- 608 Næstved Station - Præstøvej - Sct. Jørgens Park - Skallegårdsvej - Industrivangen - Dyssegårdcenteret - Svendborgvej - Sct- Jørgens Park - Odinsvej - Præstøvej - Næstved Station
- 609 Kvægtorvet - Næstved Station - Ramsherred - Rampen - Kildemarkscenteret - Sneppevej - Næstved Rådhus - Næstved Station - Kvægtorvet
- 611 Bøgesø - Størlinge - Everdrup - Korskildeskolen - Tappernøje - Snerese - Askov - Bøgesø - Brandelev - Næstelsø - Rønnebæk - Næstved Station
- 620R Næstved st. – Mogenstrup – Bårse – Præstø (- Præstø Skole)
- 630R Næstved st. – Holme-Olstrup – Toksværd – Vester Egede – Rønnede – Kongsted – Fakse Bystation – Fakse Syd st. – Fakse Ladeplads
- 640 Næstved - Appenæs - Vester Egesborg - Vordingborg[144]
- 670 Skælskør Station - Tjæreby - Lundby - Kirkeskovskolen - Rude (Østervej) - Bisserup Strand - Skafterup - Skælskør Landevej - Mensturp Kro - Stenbæksholm - Næstved Station
- 680 Næstved Station - Sygehuset - Gelsted - Herlufmagle - Ravnstrup - Glumsø Station - Buske - Sandby - Vetterslev Høm Byvej - Ringsted Station
- 681 Næstved Station - A-Broen - Næstved Storcenter - Hosted Skole - Vink-Ringstedgade - Næstved Fri Skole - Ganges Bro - Holsted Skole - Næstved Storcenter - Næstved Station
- 682 - Digervejens Skole - Saltø Skovvænge - Bistrupgade - Klinteby - Karrebækstrup - Karrebæk Skole - Ladbyvej - Lille Næstved Skole - Digtervejens Skole

#### Havn
Næstved Havn ligger tæt på byens centrum ved udmundingen af Susåen. Der er 24-timers service, og flere kajer, hvoraf den længste er 500 m. Vanddybden er 6 meter, og der kan håndteres skibe på op til 119 m. Der er flere faciliteter som kraner til af- og pålæsning samt transportbånd mv. Der håndteres omkring 50.000 tons træ om året. Det er den største havn på Sydsjælland.
I slutningen af 2017 blev der igangsat et projekt om at flytte erhvervshavnen til Ydernæs. Allerede i 2016 havde Næstved Havn overtaget 26 ha ved Ydernæs. I 1935-37 blev der gravet en kanal for at gøre adgangen til havnen bedre.
Fra havnen afgår der om sommeren kanalrundfarter til Gavnø Slot.
Der findes adskillige lystbådehavn langs Næstved Kanal fra Næstved ud mod Karrebæksminde. Inde i selve kanalen findes en havn ved Kanalvej, på den østelige spids af Ydernæs ligger Næstved Sejlsportsklubs havn og Pouls Vig, ved Dyves Bro er en anden lille havn, ved campingpladsen De Hvide Svaner lidt længere ude i kanalen ligger også en bådebro og slutteligt ligger der flere steder med plads til lystbåde både på indersiden og ydersiden af Karrebæksminde.

#### Luftfart
Sydøst for byen ligger Næstved Flyveplads, der også kaldes Stenbæksholm Flyveplads. Det er en ubemandet græsbane på 423 m uden faciliteter. Der er ingen fast rutefart fra flyvepladsen.
Københavns Lufthavn, der er den største i Skandinavien, ligger omkring en times kørsel fra Næstved.

### Forsyning
I Ydernæs Ervervsområde ligger en del af byens forsyningsvirksomheder. AffaldPlus driver byens genbrugsplads, der er delt på to adresser til hhv. almindeligt affald og haveaffald. Virksomheden driver genbrugspladser i hele Næstved Kommunen samt flere af de omkringliggende kommuner, og der håndteres sammenlagt omkring 170.000 tons affald om året. Sammenlagt havde i 2016 180 fastansatte.
I Næstved findes et biogasanlæg, der producerer biobrændsel til brug i energiforsyningen. Materialet til biogassen kommer fra have- og parkaffald.
En meget stor del af byen har fjernvarme, men særligt i den nordlige ende har mange boliger naturgas. Næstved Varmeværk A.m.b.A blev stiftet i 1965 og leverer varme til en stor del af byen. En stor del af dette sker fra Næstved Affaldsenergi.
NK-Forsyning A/S blev etableret i 2004 og ejes af Næstved Kommune. Selskabet styrer vandforsyning, spildevandshåndtering, står for vejlys og trafiksignaler og elnet. NK-Vand leverer vand til størstedelen af byen og en stor del af resten af kommunen, mens Lille Næstved Vandværk leverer til Lille Næstved Vandværk. Sidstnævne forsyner knap 2.500 husstande og andre ejendomme. NKE-Elnet leverer strøm til omkring 17.000 bolig- og erhvervskunder i Næstved og omegn. På Ydernæs ligger Næstved rensningsanlæg, der blev om bygget i 2011, hvor man tilføjede et Aktiv Returslam Proces anlæg, der øgede kapaciteten.
Fra 2012-2022 har kommunen i samarbejde med NK-Spildevand planer om at påbyde kloaktilslutning for omkring 2.300 ejendomme, samt at lukke flere mindre rensningsanlæg i kommunen, hvorved omkring 137.000 m3 ekstra spildevand årligt vil blive ført til Næstved centralanlægrenseanlæg. Anlægget har et opland på 3.334 ha. Udledningen foregår i Nedre Suså (kanalen) og videre til Karrebæk Fjord.

### Sygehusvæsen, politi, brand og redning
Midt- og Sydsjællands Brand & Redning er et fælles kommunalt samarbejde ejet af Næstved, Vordingborg og Faxe kommuner, der dækker disse kommuner. Den blev oprettet 1. april 2015. Hovedsædet har adresse på brandstationen i Næstved, hvor der drives en døgnbemandet vagtcentral, der modtager opkald fra hele området. Der findes i alt ni stationer fordelt i de største byer i de tre kommuner. Byen har adskillige lægehuse.
Næstved politi er en del af Sydsjællands og Lolland-Falsters Politi og har kontor på Parkvej i den sydlige del af byen, og dette er politikredsens hovedpolitistation. Retten i Næstved ligger i gardehusarkasernens gamle bygninger i den østlige ende af byen ved Ring Øst. Retskredsen dækker Næstved, Faxe, Sorø og Slagelse kommune. Der er desuden bitingsted på Slagelse Rådhus. Rådhuset fra 1857 bruges i dag som arresthus.
Næstved Sygehus ligger lidt sydvest for stationen. Sygehuset har bl.a. anæstesi, intensiv afdeling, fysio- og ergoterapi, gynækologi herunder fødegang, medicinsk afdeling, neurologisk afdeling, patologi, psykiatri, røntgen, en afdeling for tand-mund og kæber, urologisk afdeling, en afdeling for øjensygdomme samt en børne- og ungdomsafdeling.
I den nordlige del af byen ligger Næstved Dyrehospital, der særligt har specialiseret sig i katte og hunde, og udfører alt fra vacciner, kastrationer og undersøgelser til større operationer. Næstved Dyreklinik er en smådyrsklinik og behandler stort set alle slags kæledyr. Den blev grundlagt i 1983.

## Erhverv
Omkring 3.800 virksomheder har hovedsæde i Næstved. Dette tæller alt fra enkeltmandsvirksomheder til store virksomheder med flere 100 ansatte. Byen rummer omkring 28.000 jobs. Omtrent 15.500 personer pendler ud af byen.
Keramikproducenten Kähler Keramik blev grundlagt i 1839 af Joachim Christian Herman Kähler i et lille pottemagerværksted i byen. Sønnen, Herman Kähler, udvidede fabrikken og gjorde dens produkter berømte. I 1975 blev den overtaget af Næstved Kommune, og senere blev den købt af Holmegaard Glasværk. I 2008 blev firmaet erklæret konkurs, men Frantz Longhi købte rettighederne og har formået at gøre produkterne populære igen, så der produceres Kähler-keramik til hele Norden. Det er ejet af Ardagh Group. I 2017 havde virksomheden 320 ansatte og det var dermed den største privat arbejdsgiver i hele kommunen. I 1955 etablerede Astrid Tjalk og hendes mand Tage O. Nielsen keramikværkstedet Fyrbo Keramik i Næstved. Det flyttede siden til Hornbæk i Nordsjælland.
Næstved Løve Apotek er et af landets ældste apoteker og blev oprettet i 1640. Mellem 1948 og 1976 eksisterede Næstved Møbelfabrik, hvor bl.a. Ejner Larsen og Aksel Bender Madsen fremstillede dansk design. Efter kommunen overtog fabriksarealerne i slutningen af 1990'erne, er de blevet omdannet til skole.
DP Danmark A/S blev grundlagt under navnet Dansk Papirforsyning A/S i 1940. Virksomheden fremstillede forskellige papirvarer og var en overgang blandt de største arbejdsgivere i byen.
Næstved har haft flere banker.
Industribanken blev grundlagt i 1866 som A/S Industri- og Sparekassen for Næstved Kjøbstad og samme Omegn i Næstved Kjøbstad. I 1871 brød en del af stifterne ud og etablerede Diskontobanken. I 1969 blev Industribanken købt af Kjøbenhavns Handelsbank. Diskontobanken blev opkøbt af Sydbank i 2013. I 1901 blev Max Bank grundlagt i byen under navnet Haandværker- og Detailhandlerbanken for Næstved og Omegn A/S. I oktober 2011 krakkede banken, og den blev efterfølgende overtaget af Sparekassen Sjælland.
Den internationale amerikanske virksomhed Emerson Electrics marinedivision, der producerer og sælger udstyre til at styre og overvåge tanke ombord på skibe, har hovedsæde i Næstved, hvor den beskæftiger omkring 140 medarbejdere.
Flere af byens store virksomheder holder til i Ydernæs Erhvervsområde, der blev etableret som en forening i 2016. Der var på dette tidspunkt omkring 750 arbejdspladser på Ydernæs. En af disse virksomheder er Novenco (Nordisk Ventilator Co A/S), der blev grundlagt i 1947. Selskabet er i dag delt i to separate selskaber – Novenco Building & Industry A/S og Novenco Marine & Offshore A/S, hvor førstnævnte er beliggende med produktionsfaciliteter på Ydernæs i Næstved. Marinefirmaet er beliggende i Køge. Firmaet fremstiller varme-, ventilations-, air-condition- og køleløsninger.
En stor del af industrien i byen er samlet omkring Næstved Havn på vestsiden af kanalen samt et mindre område lige syd for kanalen. Havnen selv skaber omkring 750 jobs og den har en produktionsværdi på omkring 850 millioner kr.
I 2013 blev foreningen Næstved Erhverv stiftet for at varetage virksomheder og iværksætteres interesser I bestyrelsen sidder bl.a. byens borgmester Carsten Rasmussen og byrådsmedlem Helge Adam Møller.

### Medier
Sjællandske Medier har en afdeling i Næstved. De blev dannet, da Næstved Tidende og Sjællands Tidende blev slået sammen. De to lokalaviser Næstved-Bladet og Ugebladet Næstved bliver udgivet af denne virksomhed.
Fra 2006 til 2013 drev Sjællandske Medier ligeledes lokalkanalen 24 Sjællandske, der sendte lokale nyheder i større byer på Sjælland som Næstved. Kanalen blev lukket med udgangen af 2013, da udbyderen Stofa fjernede den fra sin tv-pakke.
DR P4 Sjælland har regionskontor i Næstved, hvorfra der sendes til hele Region Sjælland. Kanalen dækker over ½ mio. borgere.
Lokalradion Radio SLR blev grundlagt den 5. januar 1987, og den ejes af Sjællandske Medier. Den sender i hele region Sjælland og har studier i både Næstved og Slagelse. I Næstved sender den på 106,5 FM. I 2015 havde kanalen omkring 107.000 lyttere om ugen. Sjællandske medier drev i en kort overgang også Radio RTN, efter de overtog den i 2003. Økonomien kunne ikke køre rundt, og den blev lukket året efter. Den havde eksisteret siden 1990.
Næstved Lokal Radio har haft sendetilladelse siden den 1. april 1989 og bliver drevet af en lokal forening. Kanalen sender på FM 87,6 MHz, og senderen er monteret på Sjølundstårnet på toppen af Mogenstrup Ås.

### Detailhandel
Detailhandel foregår især i og omkring gågadenet og torvene. Gågaderne omfatter Ringstedgade, Kirkestræde og Torvegade samt området omkring Axeltorv, hvor der er adskillige forretninger, og Hjultorv. På Axeltorv bliver der afholdt torvedag hver onsdag og lørdag. På Kvægtorv ligger bl.a. en stor Kvickly. På Jernbanegade, der går fra Næstved Station til Riddergade, findes også flere butikker.
I 1989 åbnede Næstved Storcenter ved Køgevej i den nordlige del af byen. Det blev udvidet i 2001, og i dag indeholder centret omkring 65 butikker og cafeer. Ved siden af etablerede man i 1990 Næstved Megacenter med store varehuse. I området ved storcentret og megacentret er der flere varehuse som JYSK, adskillige trælasthandler som Bauhaus, Bygma og Harald Nyborg, flere bilforhandlere og lignende forretninger. Onlineauktionshuset Lauritz.com har et af sine lagre i dette område.
I den sydlige ende af byen i boiligområdet Sct. Jørgens Park ligger Parkens Butikscenter, der er byens ældste indkøbscenter. Centret ligger lige ved et større boligområde, Sct. Jørgens Park, og det indeholder 30 butikker samt læge- og tandlægeklinik. Langs Østre Ringvej er ligeledes et område med flere supermarkeder, en Silvan og flere mindre butikker og små virksomheder samt et bowlingcenter. I 2006 blev Næstved kåret som den tredjebedste handelsby i Danmark.
Sjælland Sport & Event driver både Næstved Boldklub og basketballholdet Team FOG Næstved. Derudover står virksomheden også for Næstved Festuge.

### Turisme
Næstved rummer flere hoteller, der er indrettet i gamle og fredede bygninger. Disse tæller Hotel Vinhuset har været hotel siden 1778 og har i dag 56 værelser. Det ligger ud til Kirkepladsen ved Sankt Peders Kirke. Det er opført i Rosenborg-stil og kan føres tilbage til middelalderen. Hotel Kirstine er indrettet i en hvid bindingsværksbygning syd for Riddergade og blev etableret i 1745.
På vej ud af byen mod sydvest på Præstøvej lå Danhostel Næstved, der er en del af den landsdækkende kæde Danhostel, som driver vandrehjem i det meste af landet. Vandrerhjemmet havde eksisteret siden 1976, men lukkede den 30. november 2017.
Der findes tre campingpladser omkring byen. Nord for ligger Nåby Camping Æblehaven ud til Susåen, som den sidste lejrplads inden Næstved for kanosejlads. På vej mod syd umiddelbart inden Karrebæk ligger De Hvide Svaner, der bl.a. har minigolf og vandland. Slutteligt findes Enø Camping på Enø med 257 plads. Særligt Enø og Karrebæksminde er populært i sommerhalvåret grundet en af landets bedste og mest børnevenlige strande, hvilket tiltrækker mange turister.

## Politik
Næstved er hovedsæde for Næstved Kommune. Ved Strukturreformen i 2007 blev den gamle Næstved Kommune lagt sammen med Fuglebjerg, Fladså, Holmegård og Suså Kommune. Den nye valgkreds hedder Næstvedkredsen, og den ligger i Sjællands Storkreds.
Både før og efter kommunalreformen har kommunen traditionelt været socialdemokratisk, og den nuværende borgmester, Carsten Rasmussen, er således også fra dette parti.
| Navn              | Parti             | Periode              |
| ----------------- | ----------------- | -------------------- |
| Henning Jensen    | Socialdemokratiet | 2007 (1988)-maj 2011 |
| Carsten Rasmussen | Socialdemokratiet | maj 2011- nu         |

Ved kommunalvalget i 2017 blev byrådet sammensat som følger:
| Parti                   | Mandater | Mandater | Mandater | Mandater | Mandater |
| Parti                   | 2001     | 2005     | 2009     | 2013     | 2017     |
| Socialdemokratiet       | 11       | 17       | 11       | 14       | 13       |
| Dansk Folkeparti        | 1        | 1        | 3        | 3        | 2        |
| Venstre                 | 5        | 9        | 9        | 8        | 9        |
| Enhedslisten            | 0        | 0        | 0        | 1        | 2        |
| SF                      | 1        | 1        | 4        | 1        | 1        |
| Konservative Folkeparti | 2        | 2        | 2        | 3        | 2        |
| Radikale Venstre        | 0        | 1        | 2        | 1        | 2        |
| Liberal Alliance        | -        | -        | 0        | 0        | 0        |
| Kristendemokraterne     | 0        | 0        | 0        | 0        | 0        |
| Alternativet            | -        | -        | -        | -        | 0        |
| Forny Næstved           | 1        | 0        | 0        | 0        | -        |
| Nye Borgerlige          | -        | -        | -        | -        | 0        |
| I alt                   | 21       | 31       | 31       | 31       | 31       |

## Uddannelse
I Næstved findes en lang række uddannelsesinstitutioner, skoler og lignende:

### Videregående uddannelser
Roskilde Universitet (RUC) har et kontor i Næstved. Erhvervserkademi Sjælland (EASJ) tilbyder en række korte videgående uddannelser i Næstved.
Professionshøjskolen Absalons sundhedsuddannelser, hvor det er muligt at uddanne sig til sygeplejerske, bioanalytiker, ergoterapeut og fysioterapeut samt administrationsbachelor.

### Ungdomsuddannelser
Tæt ved sundhedsuddannelserne findes VUC Storstrøms afdeling i byen, hvor man opnå både en hel HF-eksamen og HF-enkeltfag.
Kostskolen Herlufsholm er den mest kendte uddannelsesinstitution i Næstved. Den blev oprettet i 1565 af Herluf Trolle og hans hustru Birgitte Gøye. I 2017 havde den lidt over 600 elever og 84 ansatte.
Næstved Gymnasium tilbyder STX og HF og er med ca. 1.400 elever blandt Danmarks største gymnasier. Gymnasiet blev grundlagt i 1943 og var den første højere skoleuddannelse, siden Næstved Latinskole lukkede i 1739. Latinskolen var blevet grundlagt allerede i 1135 af Peder Bodilsen.
Zealand Business College (ZBC) er en kombineret handelsskole og teknisk skole, der har en afdeling i Næstved samt i Ringsted, Vordingborg, Slagelse og Roskilde. Den blev til ved en fusion af tidligere handelsskoler i de to byer, Næstved og Vordingborg samt erhversskolen i Ringsted; senere er erhvervsskoler i Slagelse og Roskilde kommet med i fusionen. ZBC Næstved tilbyder hhx og flere uddannelser i ledelse og administration. EUD og EUX-uddannelserne i Haslev er også tilknyttet afdelingen i Næstved.
EUC Sjælland har afdelinger i Troelstrup og Køge, men hovedadressen ligger i Næstved, hvor uddannelsesinstitutionen har tre forskellige lokationer. Der tilbydes mange håndværkeruddannelser som elektriker, murer, tømrer, mekaniker og frisør samt andre uddannelser som f.eks. chauffør af forskellige kørertøjer. EUC driver også HTX i en bygning fra 2008, der ligger på Jagtvej.

### Folkeskoler, efterskoler o.l.
Der er 17 almindelige folkeskoler i kommunen; de 7 ligger i selve Næstved. Derudover findes privatskolen Vor Frue Skole, der er katolsk samt en ungdomsskole. De nærmeste efterskoler er Svenstrup Efterskole lidt syd for byen og Hindholm Efterskole tæt ved Fuglebjerg omtrent halvvejs mod Slagelse. Sidstnævnte ligger i det tidligere Hindholm Seminariums bygninger og blev startet i 2008. Skolen gik konkurs i 2012 som følge af for få elever. Skolen genopstod i 2013 som den første muslimske efterskole i landet.

### Øvrige skoler og undervisningstilbud
Musik- og Kulturskole tilbyder undervisning i en lang række instrumenter, sang og samspil samt drama. Næstved Aftenskole har forskellige kreative kurser som musik, kunst, blomsterdekoration motionshold og it. Desuden tilbyder skolen foredrag og busture. Skolen har eksisteret siden 1908 som et kommunalt tilbud men har siden 1991 været privat drevet efter en ændring af fritidsloven. På kasernens gamle område findes en sprogskole og integrationscenter. Folkeuniversitetet har også en adresse i byen og tilbyder skiftende forelæsninger.

## Kultur
Byen er et kulturelt centrum for en stor del af Sjælland med flere museer, teatre, biografer, adskillige sportsklubber og fritidsaktiviteter.

### Attraktioner og seværdigheder
Byen har flere forskellige museer og årlige kulturarrangementer.

#### Museer
Næstved Museum er indrettet i Helligsåndshuset, der stammer fra middelalderen, er der indrettet en udstilling med en række arkæologiske fund fra bl.a. vikingetiden fundet på Vester Egesborg. Indtil udgangen af 2018 havde museet også en afdeling i Boderne, hvor der udstilledes dansk keramik, særligt fra Kähler Keramik og Holmegaard Glasværk. Disse samlinger bliver pakket sammen, og taget med til Holmegaard Værk.
I 2012 åbnede Næstved Automobilmuseum, der er privat drevet automuseum med bl.a. veteranbiler og motorcykler. Det bliver drevet af en autoophugger, der har reddet mange af bilerne fra at blive skrottet, og er landet største private bilmuseum. ZOOPARK er en zoologisk have, der grundlagt i 2007. Dyreparken har som det eneste sted i Danmark hvide bengalske tigre.
Siden 1996 har Medicinsk-Historisk Museum været indrettet i Præstø Amts Sygehus' gamle bygning på Næstved Sygehus. Museet har en samling af sundhedsvidenskabelige effekter i form af instrumenter, apparatur mv. Museet drives af frivillige og har omkring 1000 gæsterom året.
Uden for Næstved findes Gavnø Slot med park og en samling af brandbiler, og har over 100.000 besøgende årligt. Omkring 7 km øst for byen ligger forlystelsesparken BonBon-Land, der hvert år besøges af 350.000 til 400.000 gæster. Umiddelbart sydøst for byen ligger Rønnebæksholm, der kan føres tilbage til 1321. Den nuværende hovedbygning er fra 1700-tallet, men den er ombygget flere gange. Herregården blev købt af Næstved Kommune i 1998 og bruges i dag som kunsthal med værker af skiftende kunstnere.

#### Musik, teater og biograf
Næstved Teater er byens teaterforening, der spiller deres indkøbte forestillinger på Grønnegades Kaserne Kulturcenter, Grønnegades Kaserne.
Musicalakademiet Sceptor blev grundlagt i 1998 og opfører hvert år en forestilling og har bl.a. spillet Atlantis. Næstved Amatørscene er et amatørteater, der blev grundlagt i 1946, og som opsætter 3-4 forestillinger årligt. Sammen med teaterforeningen Næstved Teater Og Revyklub, også kaldet Næstor, står de hvert år for Næstved Revyen. Foreningen blev grundlagt i 1950, og revyen blev grundlagt blev spillet første gang i 1989.
Byen rummer to biografer. Nordisk Film Biografer Næstved ligger ned til havnen. Biografen åbnede i 2012 og har seks sale med i alt 854 sæder. Bio Næstved blev grundlagt i Jernbanegade i 1906. Biografen flyttede i 1940 til den nuværende placering på Kattebjerg i centrum lige ved Skt. Mortens Kirke. Som den første biograf i Skandinavien fik man i 2012 installeret lydsystemet Dolby Atmos. Der er fem sale med i alt 379 sæder, hvoraf den største har 165.

#### Kulturbegivenheder
Næstved har flere årlige festivaler og kulturarrangementer.
I august måned er der Suså Festival for moderne musik, der er afholdt siden 1993. Koncerterne foregår tre dage på Grønnegades Kaserne, og de optrædende kommer fra ind- og udland. Hvert år afholder Muskelsvindsfonden sin musikfestival Grøn Koncert i juli måned over hele landet, hvor Næstved er ét af de steder, som får fast besøg. Koncerten har foregået flere steder i byen; først i Rådmandshaven lige vest for centrum og så på Ydernæs, men den har siden 1999 foregået i bydelen Holsted Nord. Næstved Festuge blev afholdt én gang om året i slutningen af august, hvor der bl.a. blev spillet klassisk musik, jazz og opera foruden de mere almindelige pop og rock. Efter et underskud i 2011 har man dog holdt en pause med arrangementet, da konkurrencen fra andre musikarrangementer i både Næstved og festuger i andre byer er for stor.
På torvedage på Axeltorv er der ofte optræden om lørdagen. På Axeltorv afholdes også en streetfestival i skolernes efterårsferie, hvor der er streetbasket, streetfodbold, stomp og streetdance for unge mellem 12 og 25. I maj måned afholdes hvert år børnekulturfestivalen Næssi med musik, dans, skulpturkunst og andre kulturelle tilbud til børn. Det er den største børnefestival i Danmark.
Der har været flere middelaldermarkeder i maj måned, som er arrangeret af Næstved Museum og Næstved Turisme. Ved arrangementet har man bl.a. haft ridderturnering, falkoner, historiske byvandringer og boder med mad og gammelt håndværk. Blandt aktørerne har været den danske musikgruppe Virelai, en gruppe fra Middelaldercentret ved Nykøbing Falster og den anerkendte danske madhistoriker Bi Skaarup medvirkede i 2013 til at lave mad fra middelalderen, som publikum kunne smage. I 2021 blev der igen afholdt middelaldermarked, da Næstveds Søjler blev gennemført for første gang. Der er finansieret til fem års festival, og en del af konceptet er, at der er gratis adgang. I 2023 blev det vurderet at festivalen var blevet besøgt af 12-15.000 mennesker.
I februar 2023 blev finalen af Dansk Melodi Grand Prix 2023 afholdt i Arena Næstved, med Tina Müller og Heino Hansen som værter.

#### Arkitektur
Næstved er rig på gamle bygninger og har bl.a. adskillige eksempler på gotisk arkitektur fra middelalderen: byens to kirker, Sankt Mortens Kirke og Sankt Peders Kirke er de største, men derudover findes også Boderne, der er Danmarks ældste og længste rækkehusbebyggelse fra middelalderen, Helligåndshuset, der er det eneste bevarede egentlige helligåndshus i Danmark, Kompagnihuset, som er Nordens eneste bevarede gildehus fra middelalderen og Næstved gamle Rådhus, som er landets eneste bevarede rådhus fra middelalderen. Derudover findes flere gamle bygninger med rødder helt tilbage fra middelalderen eller renæssancen som bl.a. Apostelhuset og Ridderhuset, der begge er bindingsværkhuse. Ridehuset på Gønnegadekaserne - statskasernen - ligeledes i bindingsværk er opført i 1799. Hotel Vinhuset er opført i sidste halvdel af 1800-tallet i rosenborg-stil, men i kælderen findes murværk der stammer tilbage fra middelalderen.
I 2015 Landsforeningen for Bygnings- og Landskabskultur gav 76 købstæder stjerner fra ét til fem for hvor velbevaret deres historiske dele var, og Næstved fik to stjerner, bl.a. fordi man fra slutningen af 1950'erne og frem til 1970'erne havde nedrevet mange bygninger.
På toppen af Mogenstrup Ås står Sjølundstårnet, som var byens vandtårn fra 1938 til 1979. Bygningen er 26 meter høj med en tank på 600 m3, tegnet af en lokal arkitekt Johannes Tidemand-Dal. I dag bliver det brugt som udsigtsstårn. Navnet blev afgjort efter en konkurrence. Sjølund er et poetisk navn for Sjælland.
Nordøst for byen ligger Herlufsholm kostskole, der er den ældste kostskole i Danmark. Den blev grundlagt i 1565 og kirken stammer fra middelalderen, mens en række fredede bygninger er fra sidste halvdel af 1700-tallet og 1800-tallet.

#### Grønne områder, pladser og kunst
Der findes flere skove omkring Næstved. Inde i selve byen er Munkebakken en af de større parker. Den ligger på en forhøjning lige vest for stationen. Det højeste sted er 48 moh, og den dækker 2 ha. På toppen er et udsigtstårn, hvorfra man kan se størstedelen af byen. På Munkebakken stod tidligere en allé af elmetræer; de gik ud i 1998 da de blev ramt af elmesyge. Stubbene blev i første omgang udskåret, af kunstneren Jens Andersen så de forestillede munke. Stubbene rådnede langsomt, og i 2008 blev der i stedet opført bronzeskulpturer i samme form som de oprindelige figurer. Der står syv på bakken, én foran Sankt Peders Kirke og én ved Helligåndshuset. For enden af alleen er en stor sten rejst til minde om Peder Bodilsen, der gav penge til grundlæggelsen af det senere Herlufsholm. Neden for bakkens sydlige ende står Fladså-trold  (Trolden), der er fremstillet af billedhuggeren Arne Bang i 1944. Bang står også bag skulpturen Frihedskæmperen på sydsiden af bakken, der er opstillet en mindesten for 10-året for befrielsen.
Syd for Præstøvej ned til Gallemarksvej ligger Næstved Gamle Kirkegård, der blev anlagt i 1821 som afløser for de middelalderlige kirkegårde rundt om kirkerne Sct. Peder og Sct. Morten. På den modsatte side af Præstøvej ligger den romerskkatolske Vor Frue Kirke. Mellem Susåen og husene i Købmagergade er et grønt område, hvor der bl.a. ruinerne af Tuesens Badstue findes. Øst for Slagkildevej findes også en park.
Næstved har tre torve: Axeltorv, der er byens hovedtorv, hvor der findes en del detailhandel, Kvægtorvet, hvor Kulturcenteret ligger og Hjultorvet.
På Axeltorv findes skulpturen Slattenpatten af Bjørn Nørgaard og opstillet i 2010 i anledning af byens 875 års jubilæum. Tidligere har der stået en obelisk. Obelisken blev opstillet i 1870 til minde om Frederik 7. og Junigrundloven, men blev flyttet i 1957 og står nu på hjørnet af Krumport og Teatergade lige syd for Munkebakken. Bag Løve Apotek ligger en apotekerhave med lægeurter og et lille grønt område med bænke.
Hjultorv har eksisteret siden 1400-tallet, og navnet henviser til, at man tidligere har kørt varer til torvs på vogne. I 1935 blev der opstillet en statue til minde om Peder Bodilsen i anledning af byens 800 års jubilæum. Den er fremstillet i bronze af Mathilius Schack Elo, og med en højde på 43 cm er det Danmarks mindste rytterstatue. Skulpturen står på en sokkel af mursten med et springvand ved foden.
Hvor Grønnegade støder op til gågaden Ringstedgade, er der springvand. Lige vest for Næstved Sygehus ligger Rådmandshaven, som er en skov. Den sydligste del grænser op til et græsareal, som også kaldes Rådmandshaven, og hvor der har været afholdt koncerter, middelaldermarked og flere andre kulturbegivenheder. Græsarealet går helt ud til Susåen mod vest.
Foran Sankt Mortens Kirke er bronzeskulpturen Kalven opstillet. Den blev købt af Næstved Kommune i 1968, og den er fremstillet af Gudrun Lauesen, der er kendt for at have lavet en lang række skulpturer af bl.a. får, kalve og geder. Den var oprindelig opstillet øst for kirken, da det var fra denne side, at kvæget oprindeligt er blevet ledt ind i byen. I 2003 flyttede man den til sin nuværende placering.
Som en del af Næstved Kunstby er en række husgavle i byen blevet bemalet med forskellige motiver. Kunstnerne er graffitimalere fra hele verden. Blandt motiverne er Robin Hood ved Rådmandshaven, der er malet af en tysk kunstner, og Dan Turèll i Østergade malet af den danske kunstner HuskMitNavn.

### Sport

#### Faciliteter
Næstved Hallerne er et idrætskompleks, hvori også Næstved Stadion ligger. I november 2015 åbnede Næstved Arena i forbindelse med hallerne. Arenaen har plads til 3.000 siddende og 4.500 stående publikummer, og dette gør det til den største multihal på Sjælland uden for København. Næstved Arena åbnede d. 17. november 2015, hvor den blev indviet med en basketballkamp mellem Team FOG Næstved og de forsvarende mestre Horsens IC i Basketligaen. Byen har to svømmehaller: Næstved Svømmehal, byens første fra 1969, tegnet af Birger Nordsted-Jørgensen, og Herlufsholm Svømmehal. På Erantisvej ligger Næstved Bowlingcenter.
Lige syd for byen på vej mod Karrebæksminde ligger Næstved Golfklub, der bl.a. har en 18-hullers bane. I Mogenstrup omkring 9 km sydøst for byen, ligger Sydsjællands Golfklub, der ligeledes har en 18-hullers bane.

#### Begivenheder
VM i kvindehåndbold blev afholdt i Danmark fra den 5. til 20. december 2015, og de fire værtsbyer var Frederikshavn, Herning, Kolding og Næstved. Kampene i gruppe B blev spillet i Næstved Arena. Gruppen bestod af Holland, Sverige, Polen, Kina, Cuba og Angola, hvoraf de første fire gik videre til 1/8-finalerne. Finalen i Damehåndboldligaen i sæsonen 2016/17, hvor Nykøbing Falster Håndboldklub for første gang vandt danmarksmesterkskabet i en kamp mod København Håndbold, blev afholdt i Næstved Arena.
Siden 2014 har man afholdt et cykelløb kaldet Medieløbet med start og slut i Næstved.
Den femte og sidste etape af PostNord Danmark Rundt 2016 gik fra Karrebæksminde og igennem Næstved for at ende på Frederiksberg via en rute på 175 km. Vinderen af etapen blev den tyske sprinter Phil Bauhaus fra Bora-Argon 18. Den 3. august 2018, startede den tredje etape af cykeløbet i Næstved. Starten gik her fra Axeltorv midt i byen, hvorfra ruten gik til Møns Klint for at ende i Vordingborg efter 174,5 km. Vinderen blev her den belgiske sprinter Tim Merlier.

#### Klubber
Byen har en lang række idræts- og sportsforeninger, heriblandt Herlufsholm Gymnastikforening, Næstved/Herlufsholm Håndbold, Næstved Bicycle Club, Næstved Fægte Klub, Næstved Idræts Forening, Næstved Kajak- og Canoklub, Næstved Roklub, Næstved Sejlklub, Næstved Vikings, Næstved Basketball, HG Vægtløftning & Styrkeløft, HG Floorball, bordtennisklubben Kvik Næstved, Næstved sportsrideklub og Næstved Inline Klub.
I 1972 opnåede Næstved Boldklub en bronzemedalje i kampen om Danmarksmesterskabet, en succes der blev gentaget i 1975. Klubben var tæt på guldmedaljer i 1980 men måtte på sidste spilledag se Danmarksmesterskabet glippe, da Hans "Baronen" Aabech i kampens sidste minut udlignede til 1-1 for Kjøbenhavns Boldklub foran mere end 20.000 tilskuere på Næstved Stadion. Dette gjorde KB til Danmarksmester, og Næstved måtte nøjes med sølv. Efter endnu en sølvmedalje i 1988 er det siden gået jævnt tilbage for klubben, der i to omgange har været nede i den tredjebedste række. I de seneste 10 år har Næstved Boldklub spillet i 1. og 2. division.
Basketballklubben Team FOG Næstved blev grundlagt i 1962, og de har siden november 2015 spillet deres hjemmekampe i Næstved Arena. Klubben har vundet bronze i Basketligaen tre gange i sæsonerne 2011-12, 2014-15 og 2015-16.

## Partner- og venskabsbyer

### Partnerskabsbyer
- Chalon-sur-Saône, Frankrig (kultur, Uddannelse og planlægning)
- Pistoia, Italien (Udveksling og udvikling af pædagogisk arbejde)
- Narita, Japan (Ældre- og handicapområdet)
- Alytus, Litauen (Udvikling af erhvervet)

### Venskabsbyer
- Gjøvik, Norge
- Rauma, Finland
- Gävle, Sverige
- Álftanes, Island
- Sopot, Polen

Derudover deltager Næstved Kommune sammen med 27 europæiske landkommuner i netværket “Charter of European Rural Communities".